# Mitzach
Mitzach är en kommun i departementet Haut-Rhin i regionen Grand Est (tidigare regionen Alsace) i nordöstra Frankrike. Kommunen ligger i kantonen Saint-Amarin som tillhör arrondissementet Thann. År 2022 hade Mitzach 377 invånare.

## Befolkningsutveckling
Antalet invånare i kommunen Mitzach
| Referens: INSEE |